# Holznot
Als Holznot wird eine bestehende oder unmittelbar bevorstehende Versorgungskrise beim Rohstoff Holz (Brennholz oder Bauholz) bezeichnet. Insbesondere wird der Begriff für Mitteleuropa angewandt, wo eine starke Verknappung seit dem 16. Jahrhundert bis in das frühe 19. Jahrhundert in zahlreichen Quellen behandelt wird. So wurden in fast allen deutschen Regionen eine Holzverknappung sowie daraus resultierende Holzsparmaßnahmen zu einem wichtigen Thema. Während in der Forst- und Geschichtswissenschaft deshalb eine Holznot als solche lange Zeit nicht bestritten wurde, begann 1986, ausgelöst durch den Umwelthistoriker Joachim Radkau, eine jahrelange Forschungskontroverse („Holznotdebatte“) über Existenz, Ausmaß sowie räumliche und soziale Auswirkungen der vermeintlich oder tatsächlich existierenden Holznot sowie der zugehörigen ideologischen wie wirtschaftlichen Hintergründe. Als Opponent Radkaus trat dabei zunächst vor allem Rolf Peter Sieferle hervor; später erschienen zahlreiche Schriften, die Radkaus Kernaussage erweiterten, relativierten oder die Entwicklung in bestimmten Regionen untersuchten.
In der Forstgeschichte des 20. Jahrhunderts war es herrschende Lehre, die Holznot sei ein Problem aller sozialen Schichten in ganz Europa gewesen, eine These, die mittlerweile als widerlegt gilt. Unstrittig ist, dass Holz spürbar knapp war und dass es zahlreiche Innovationen zum Einsparen von Holz gab. Jüngere Studien betonen, dass der Holzmangel Arme stärker traf als Wohlhabende; Reiche waren kaum betroffen. Auch in Städten traten gelegentlich Versorgungskrisen auf, etwa in harten Wintern. Die Holzversorgung in Städten war ein bedeutendes Konfliktfeld der Armenfürsorge.
Geäußerte Befürchtungen über einen künftig drohenden allgemeinen Holzmangel kamen v. a. aus akademischen Kreisen und dienten der Obrigkeit zur Einführung neuer Nutzungsabläufe, erneuerter Gesetzgebung wie auch zur Diskreditierung verschiedener althergebrachter Waldgewerbe und der bäuerlichen Nebennutzung der Wälder. Ebenso hat die öffentliche Debatte um die Holznot wesentlich zur Entwicklung einer modernen Forstwirtschaft beigetragen. In der Folge wurden der deutschsprachige Raum zu einem Vorreiter der Aufforstung und Japan zu einem Pionier der nachhaltigen Forstwirtschaft in Asien.
Ängste vor einer Holznot markieren zeitgleich mit dem „Naturkult“ der Waldromantik zu Zeiten der Aufklärung den Beginn der modernen Umweltbewegung. Die Holznot im 18. Jahrhundert ist ebenso im Umfeld volksaufklärerischer und moralisierender Bemühungen zu sehen. Dabei wurden zum Beispiel Ideenwettbewerbe veranstaltet, bei denen Akademien und gelehrte Gesellschaften die Holznot auch im Themenspektrum Philosophie, Theologie und Ästhetik bis hin zu ökonomischen und staatstheoretischen Fragen besprachen.

## Debatte um die Holznot in der Forst- und Umweltgeschichte
Ob im 18. bzw. 19. Jahrhundert wirklich ein Holzmangel geherrscht habe oder nicht, wurde erst seit den 1980er Jahren teilweise erbittert diskutiert. Verschiedene Forscher und regionale Studien stellten nun die Frage nach der Ressourcenverknappung und ihrer Bedeutung im 18. und beginnenden 19. Jahrhundert. Zuvor war ein Holzmangel als solcher in der Forschung nicht in Frage gestellt worden.
Die Ablösung des Rohstoffs Holz und seiner Nutzungsformen durch Kohle und Stahl wurde im Fortschrittsmythos der Industrialisierung, wie er von Werner Sombart oder Franz Schnabel ausgemalt wurde, als ein Inbegriff der menschlichen Emanzipation von den „Schranken“ der Natur rezipiert. Der langsam wachsende Naturstoff Holz und die zugehörigen Waldgewerbe wie Aschenbrenner, Köhler, Rindensammler (für die Gerberlohe) und Harzer wurden konnotiert mit Mangel und Not.
Z. B. beschrieb Sombart in seinem 1916 erschienenen Buch Der moderne Kapitalismus die Ablösung des Energieträgers Holz durch die Kohle als wesentliche Voraussetzung der Industrialisierung. Am Realitätsgehalt der zahlreichen Holznotklagen wurde lange nicht gezweifelt.
Bei neueren regionalen Studien, etwa in der Schweiz, wurde die Frage nach der tatsächlichen Verfügbarkeit der Ressource Holz etwa für die Stadt und Landschaft Zürich unterschiedlich beantwortet. Städte litten, z. B. in überdurchschnittlich kalten Wintern, manchmal unter Holzmangel. 1763 war beispielsweise ein besonders kalter Winter. Das bedeutete einen höheren Heizmaterialbedarf und geringere Transportmöglichkeiten. Der zugefrorene Zürichsee, zu wenig Schnee im Sihlwald und Wasserschwankungen in der Sihl erschwerten den Holztransport in die Stadt. Auf dem Land dagegen gab es in der Regel genügend Bau- und Brennmaterial. Insoweit war der Holzmangel nicht von Dauer; trotz gelegentlicher Engpässe wurde die Lagerhaltung in Zürich nicht erweitert.

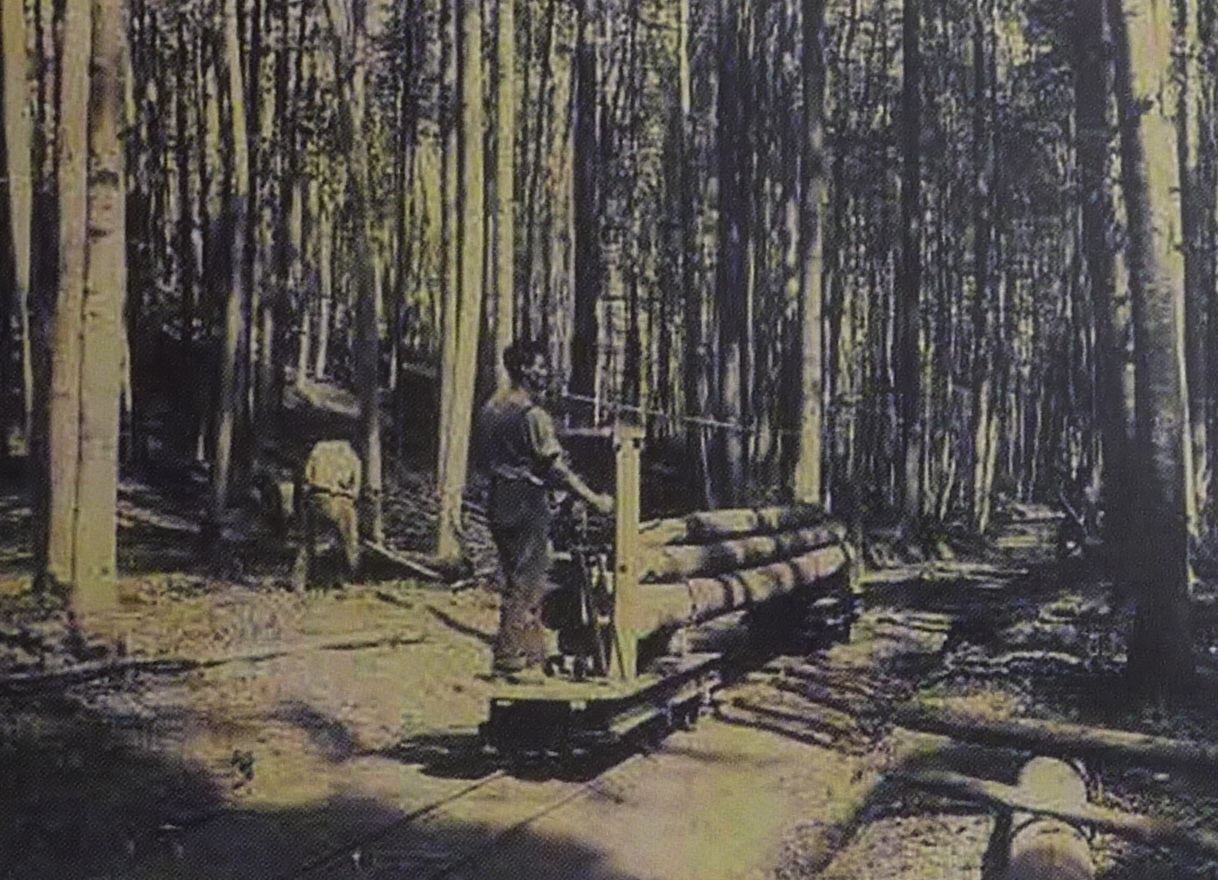
Holztransport mit einer Waldeisenbahn im Sihlwald des 19. Jahrhunderts

In der Schweiz wurde Holznot zu einem literarischen Topos, der Appelle, Holz zu sparen begleitete. Dabei wurde von künftig möglichem Holzmangel relativ allgemein gesprochen, ohne genauer zu benennen, wo und in welchen Situationen ein Mangel auftreten könnte.

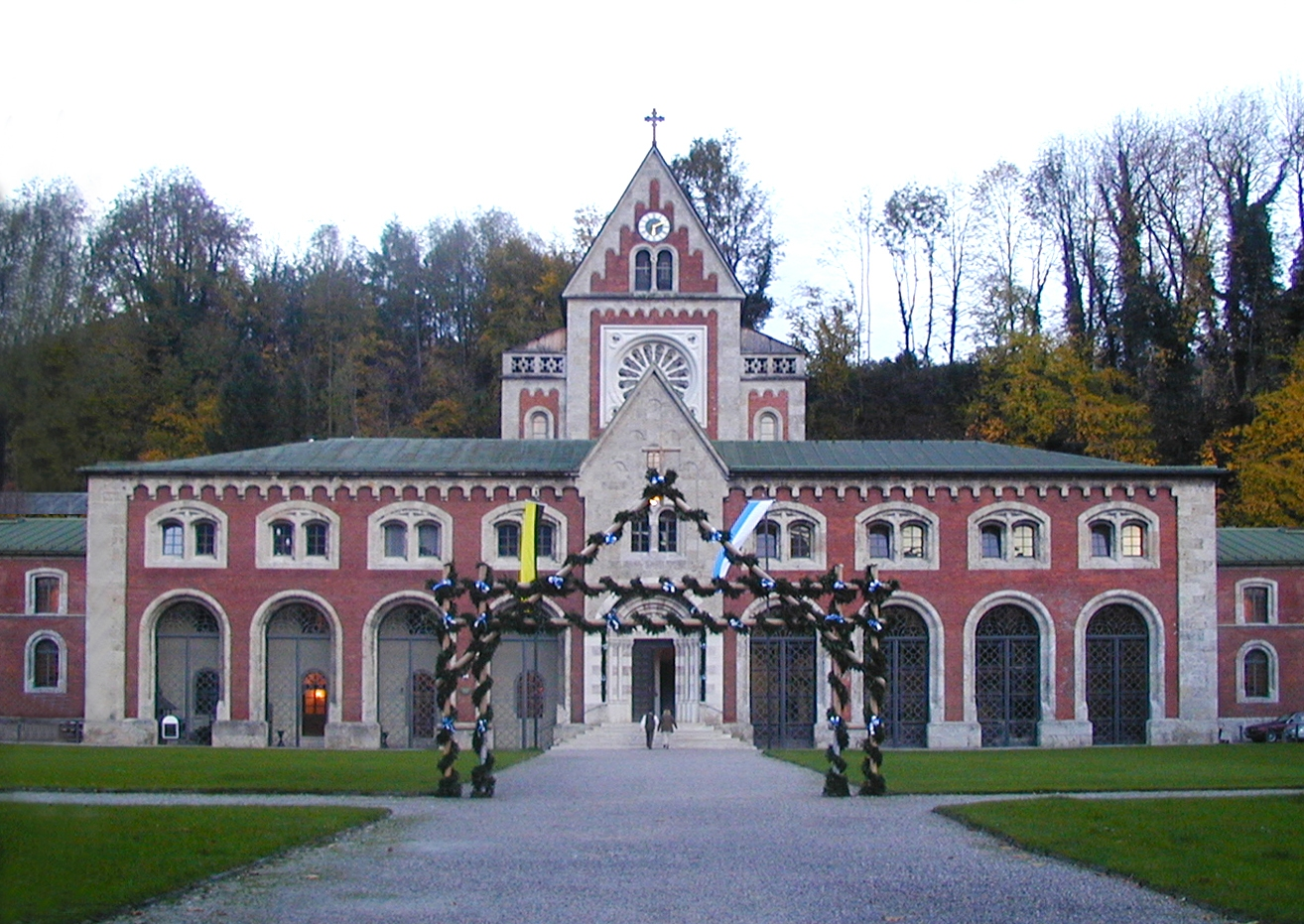
Alte Saline in Reichenhall

In Deutschland gab es wichtige Unterschiede zwischen norddeutschen Salinenstädten wie beispielsweise Lüneburg, die nach der Rodung der Waldbestände in der Umgebung zwecks Brennholzgewinnung über keinen eigenen Waldbesitz mehr verfügte, und den alpinen Salinen wie Reichenhall, die auf Forste unter eigener Regie zurückgreifen konnten. Während Lüneburg noch heute als Standardbeispiel vorindustrieller Waldverwüstung gilt und dementsprechend nach der Abholzung der eigenen Waldressourcen sein Holz aus Mecklenburg importieren musste, grassierte in Reichenhall um 1600 eine große Angst hinsichtlich einer kommenden Brennholz- und Sudnot. Ob diese berechtigt war, ist in der Forschung nach wie vor umstritten. Reichenhall löste die Holzversorgung über die Salinenkonvention und konnte damit die Rohstoffversorgung der Salinen in eigener Regie dauerhaft sichern, ohne durch die nahe Grenze zu Österreich eingeengt zu werden.
Andere Salinen waren dagegen direkt von lokalem oder regionalem Holzmangel betroffen. So gilt z. B. der Mangel an Brennholz durch die Entwaldung der Umgebung als Hauptgrund für die Aufgabe der frühmittelalterlichen Saline von Bad Nauheim, für das Ende der keltischen Saline am gleichen Ort wird Ähnliches angenommen. Auch wird von der archäologischen Forschung betont, dass Salinen als Großverbraucher von Holz maßgeblich zur Entwaldung und Verheidung beitrugen und somit die Landschaft entscheidend und oftmals dauerhaft prägten.
In der Pfalz des 19. Jahrhunderts gab es einen Mangel an Waldressourcen, es wurden aber nie die angebotenen Kapazitäten ausgeschöpft. Die Forstverwaltung ließ stets weniger Holz schlagen, als nachwuchs, und verknappte die Ressourcen aufgrund ihrer waldbaulichen Ordnungsvorstellung. Man wollte die Bestände zum homogenen Hochwald umgestalten, schränkte ihre Nutzung deshalb ein und konnte dies über eine Reihe von Machtmechanismen auch durchsetzen.
Städte wie München besaßen bei der Organisation der Holzversorgung einige Handlungsmöglichkeiten. Einzelne Holzlieferanten wie Mittenwald konnte den Münchenern nur zeitweise Schwierigkeiten machen. Von einer dauerhaften Krise war zwar des Öfteren die Rede, tatsächlich trat aber nie eine ein.
„Holznot“ meinte in den zeitgenössischen Quellen die Verknappung der ökonomischen Ressourcen einerseits, eine frühe Vorstellung von Nachhaltigkeit andererseits. So behaupteten Vertreter der ökonomischen Gesellschaften immer wieder, es werde mehr Holz gebraucht als nachwachse. Deshalb sei eine Verknappung der wichtigen Ressource Holz zu befürchten.
Neben der Verfügbarkeit von schlagbaren Holzformaten war regional auch der Austrag von Laub, das als Stallstreu genutzt wurde, und Totholz in Form von Zweigen und Ästen als häusliches Brennmaterial eine Dimension der Holznot, weil auf diesem Weg beträchtliche Mengen von Nährstoffen für das weitere Pflanzenwachstum aus einzelnen Waldpartien entfernt wurden.
Das Argument der „Holznot“ diente in der zweiten Hälfte des 18. Jahrhunderts der Etablierung der Forstwissenschaft. Vertreter dieses neuen Faches argumentierten, um eine drohende Holznot zu verhindern, seien eine genaue Bestandsaufnahme der Holzvorräte, Aufforstung, eine rationale Bewirtschaftung, staatliche Aufsicht und wissenschaftlich ausgebildete Forstbeamte notwendig. Das Argument der Holznot legitimierte so zunehmende Eingriffe des entstehenden modernen Zentralstaates in zuvor lokal geregelte Waldnutzungen.

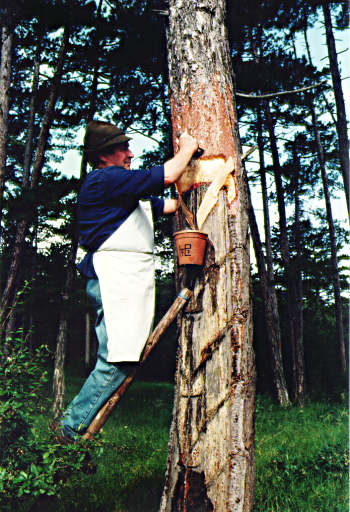
Moderner Pecher bei der Arbeit

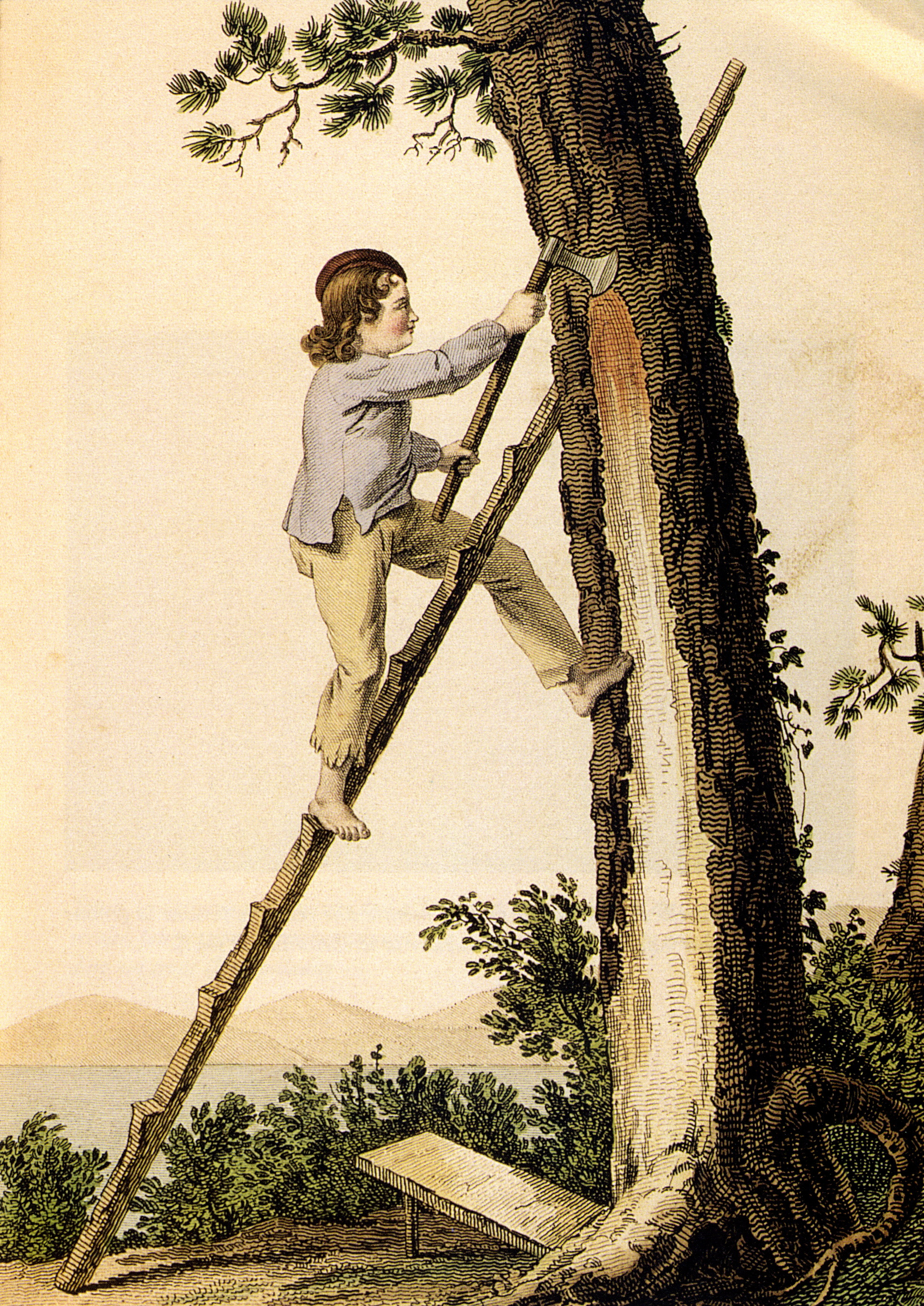
Darstellung von 1818

## Ablösung der Dienstbarkeiten
Ähnlich wie bei dem wirtschaftswissenschaftlichen Musterbeispiel der angeblichen Tragik der Allmende, die bei realen Allmenden in der Regel nicht eintrat, fand die Erzählung von der Holznot im 18. und 19. Jahrhundert vor der Kulisse einer gewollten Umwandlung und Abschaffung der genossenschaftlichen älteren Nutzungsformen hin zu stärker obrigkeitlich und staatlich organisierten Regelungsmechanismen statt.
Traditionelle bäuerliche Waldnutzungsformen, etwa in Form der Plenterwaldwirtschaft oder der Waldhute, wurden als kurzfristig, ausbeuterisch und egoistisch denunziert; es wurde behauptet, die Obrigkeit würde fürsorglich das Wohl künftiger Generationen im Auge behalten. Die vollständige Verwandlung des Waldes in einen kontrollierten Ort exklusiver Holzproduktion war mit der Ablösung der bäuerlichen Nebennutzungen erweiterte Waldgewerbe und Nebennutzungen (vgl. u. a. Lohwald sowie Hauberg und Gehöferschaft) verbunden, die mit dem Übergang zu fossilen Energieträgern konfliktfreier möglich war.
Als praktisches Beispiel sei der Schönbuch bei Stuttgart genannt. Um 1800 glich das seit keltischer Zeit bestehende Waldgebiet einer weitständig mit einzelnen Buchen und Eichen bestockten Heidelandschaft. Mit der im Rahmen der Holznotdebatte erzwungenen Ablösung der bäuerlichen Holz-, Weide- und Streunutzungsrechte zu Beginn des 19. Jahrhunderts setzte ein systematischer Waldaufbau ein. Das vormals reine Laubwaldgebiet wurde dabei mit schnellwüchsigem Nadelwald aufgeforstet. Mit dem Nadelholz war insbesondere der industrielle Holzbedarf, für den es einen Geldmarkt gab, besser zu decken. Die ärmlichen Gelegenheitsnutzer und deren Brennholzbedarf sowie die bäuerlichen Waldgewerbe wurden hingegen mitsamt den dafür angebauten Buchen verdrängt. Bereits 1830 hielt Wilhelm Pfeil die 1800 erfolgten Voraussagen der Holznot für widerlegt, begrüßte aber die Abschaffung der Dienstbarkeiten.

## Hintergrund der Holznotdebatte

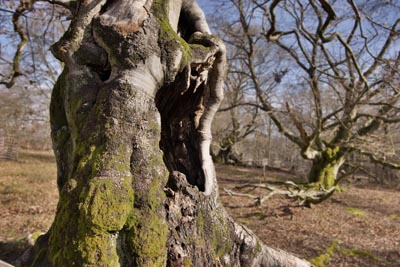
Historischer Hutewald

Joachim Radkau stellte 1986 in einer kontrovers diskutierten Studie die Behauptung auf, eine akute und allgemeine Holznot habe nie bestanden, es habe sich nicht zum ersten und letzten Mal um eine scheinbare Energiekrise gehandelt. Die örtlich und zeitlich sehr begrenzten Versorgungsengpässe würden den breit angelegten Holznotdiskurs nicht begründen. Er betrachtete die Verwendung des Arguments Holznot dahingehend, wer unter welchen Bedingungen das Argument politisch einsetzte. Ihm zufolge könne die Rede vom „einreißenden Holzmangel“ auch als herrschaftslegitimierende Formel oder als Strategie gegen konkurrierende Ansprüche anderer Verbraucher interpretiert werden. Radkaus Studie provozierte insbesondere die Forsthistoriker, die den Ursprung der modernen Forstwirtschaft in der erfolgreichen Bekämpfung der Holznot um 1800 lokalisierten.
Nach Frank Uekötter, Schüler Radkaus, bestritt Radkau weder die grundsätzliche Möglichkeit einer frühneuzeitlichen Ressourcenkrise noch die Existenz einer breiten Diskussion über Möglichkeiten der Verbesserung von Holzproduktion und -nutzung. Vielmehr sei es ihm vor allem darum gegangen, die Offenheit der Fragen herauszuarbeiten und apodiktische Behauptungen über die Waldzustände des 18. Jahrhunderts zurückzuweisen, wobei ein zentrales Motiv der Hinweis auf die Interessengebundenheit des Holznotalarms gewesen sei. So profitierten davon vor allem zentrale Gewerbe der merkantilistischen Wirtschaft wie Salinen und Metallhütten, während die frühneuzeitlichen Staaten an der Waldweide sowie an anderen traditionellen, nichtmonetären Nutzungsformen des Waldes kein nennenswertes fiskalisches Interesse hatten.
Die zugehörige Auseinandersetzung machte die Verfügbarkeit der Ressource Holz zu einem der am gründlichsten erforschten Themen der frühneuzeitlichen Umweltgeschichte. Als Gegenspieler Radkaus gilt Rolf Peter Sieferle, der in Anlehnung an Sombart die Holznot des 18. Jahrhunderts als allgemeine Krise von einer Größenordnung ansieht, die nur mit einem säkularen Ausweg, der Umstellung auf Steinkohle zu lösen gewesen sei. Hansjörg Küster zog Parallelen zwischen den Diskussionen des 18. Jahrhunderts um die Zukunft der Holzversorgung und modernen Diskussionen um eine nachhaltige Weltwirtschaft und dem Nachhaltigkeitsdiskurs im Zuge der Ölkrise der 1970er Jahre.
Die Holznot wurde bei vergleichenden Untersuchungen auch zu anderen tatsächlichen oder vorgeblichen Ressourcenknappheiten und Umweltkrisen wie dem Waldsterben in Beziehung gesetzt. Bernd-Stefan Grewe zufolge hätte sich in den 1980er Jahren eine heftig geführte wissenschaftliche Debatte über die Aussagekraft der verschiedenen Holznotklagen ergeben, in deren Folge Forstgeschichte und Geschichtswissenschaft sich wieder angenähert hätten. Richard Hölzl argumentiert, dass die Holznotklagen des 18. Jahrhunderts vor dem Hintergrund der staatlich initiierten Akademisierung und Professionalisierung von Waldnutzung interpretiert werden müssen. Sie boten Legitimation für die Forderung nach einer neuen zentralisierten und wissenschaftlich begründeten Organisation der Waldnutzung und diskreditierte zugleich ältere, multifunktionelle und lokal organisierte Nutzungsweisen.